# Cuộc khủng hoảng chính trị Ecuador năm 2023
Ngày 17 tháng 5 năm 2023, Khủng hoảng chính trị bắt đầu tại Ecuador do cuộc truy tố luận tội Tổng thống Guillermo Lasso. Phiên điều tra luận tội bắt đầu tại Quốc hội vào ngày 9 tháng 5 và kéo dài cho đến ngày 17 tháng 5 khi Lasso giải tán Quốc hội thông qua quy định hiến pháp được biết đến với tên gọi muerte cruzada. Điều này dẫn đến kết thúc cuộc điều tra luận tội vì đã giải tán Quốc hội và khiến cho cuộc bầu cử tổng thể diễn ra sớm hơn. Sự giải tán đồng thời này đánh dấu lần đầu tiên biện pháp hiến pháp này được kích hoạt bởi một Tổng thống Ecuador.

## Bối cảnh

### Vụ Pandora Papers

Biểu tượng chống Lasso từ Biểu tình Ecuador 2022

Tổng thống Guillermo Lasso đối mặt với nhiều thách thức liên quan đến cáo buộc tham nhũng trong suốt hai năm nhiệm kỳ của mình. Trong vụ rò rỉ Pandora Papers của Liên minh các nhà báo điều tra quốc tế (ICIJ), Lasso đối mặt với vụ bê bối đầu tiên vào tháng 10 năm 2021 khi có thông tin cho biết ông có tài khoản ngân hàng nước ngoài tại một thiên đường thuế được tạo ra nhằm ngăn chặn người khác nhìn thấy giá trị tài sản ròng của ông; một hành vi mà đối với các quan chức công cộng ở Ecuador là bất hợp pháp. Lasso đã phản ứng bằng việc tuyên bố ông sẽ minh bạch với ICIJ, khẳng định rằng ông đã hợp pháp chuyển tài sản từ các tài khoản nước ngoài của mình. Một ủy ban quốc hội đã cố gắng khởi động quá trình giáng chức Lasso, tuy nhiên điều này đã bị chính phủ của ông ngăn chặn. Cuộc điều tra về Lasso được khởi tố bởi Kiểm toán viên Ecuador.

### Vụ bê bối "El Gran Padrino"
Vào ngày 9 tháng 1 năm 2023, trang web La Posta công bố một bài viết mang tựa đề El Gran Padrino ("Ông bố hắc ám"), trong đó nêu rõ một âm mưu tham nhũng tại các công ty nhà nước xoay quanh Danilo Carrera Drouet, em rể của Tổng thống Guillermo Lasso. Sau đó, La Posta công bố các băng ghi âm của đồng phạm của Carrera, Rubén Cherres, cho biết ông đã cung cấp 1,5 triệu đô la cho chiến dịch bầu cử tổng thống của Lasso trong cuộc bầu cử tổng thống Ecuador năm 2021. Các cuộc điều tra tiếp theo đã thông báo về mối liên hệ giữa Lasso và mafia Albania thông qua Cherres, người liên quan đến Dritan Gjika, một cá nhân người Albania được cho là sử dụng các công ty trốn thuế tại Ecuador để buôn bán ma túy. Các cơ quan chức năng của Ecuador đã bắt đầu truy nã Cherres vào ngày 16 tháng 1.

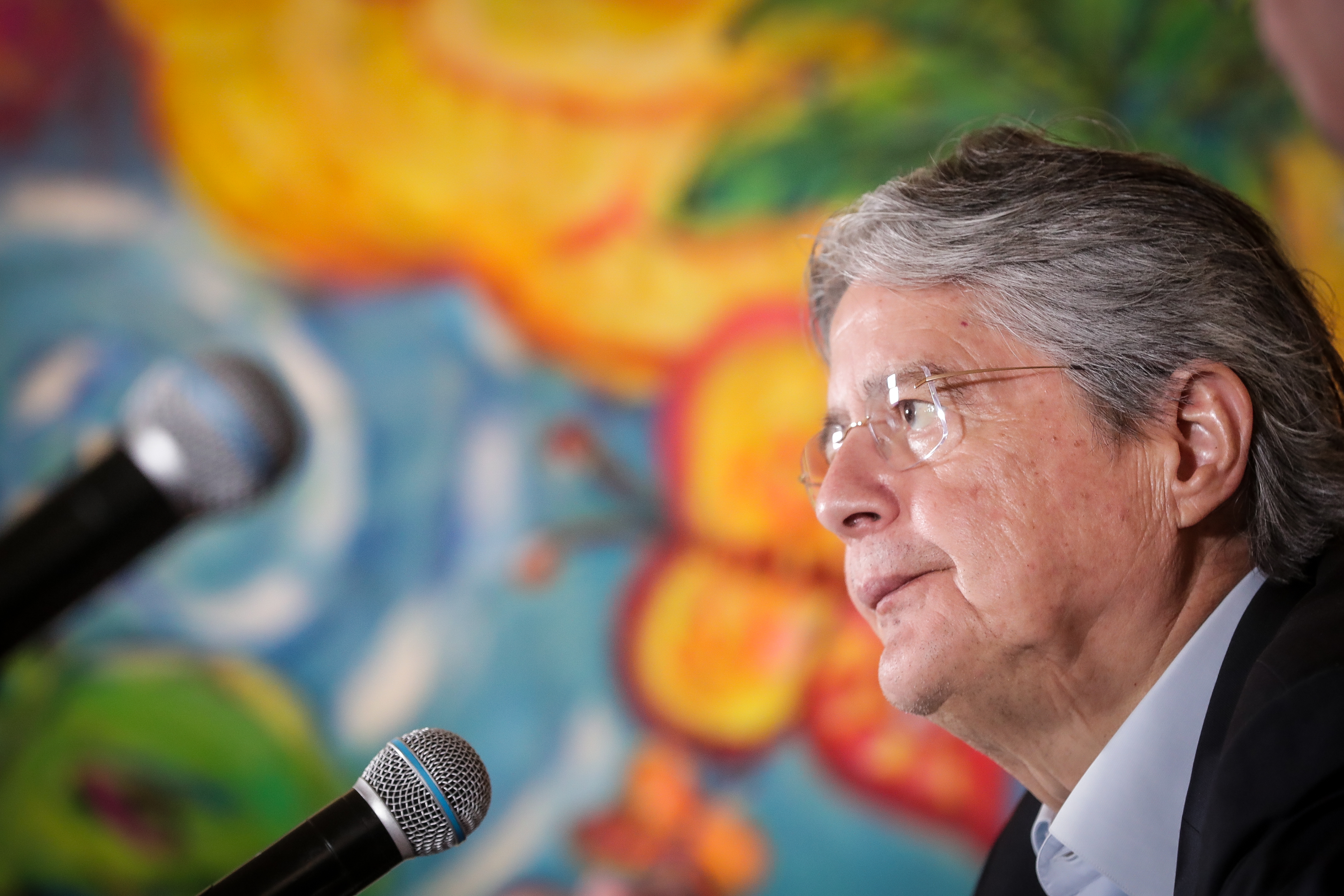
Lasso vào tháng 3 năm 2023

Sau khi bài viết được công bố, vào ngày 18 tháng 1 năm 2023, Quốc hội Quốc gia thành lập một ủy ban về "sự thật, công lý và cuộc chiến chống tham nhũng" trong vụ tham nhũng tưởng chừng như của Lasso. Mặc dù Carrera không giữ vị trí chính thức trong chính quyền Lasso, nhiều quan chức cũ cho biết ông đã đóng vai trò tư vấn quan trọng cho Tổng thống và là một nhân vật quyền lực trong cung điện tổng thống Palacio de Carondelet. Cụ thể, ông đã đi cùng Lasso trong chuyến công du tới Washington vào tháng 12 năm 2022.
La Posta đã trình bày trước ủy ban quốc hội các báo cáo cho thấy Chérres và Carrera được giao nhiệm vụ kiểm soát hai cơ quan chính phủ: Hải quan và Bộ Năng lượng, trong đó cơ quan đầu tiên được cho là giúp đỡ vận chuyển vũ khí và ma túy trong khi cơ quan thứ hai cho phép rửa tiền từ hoạt động buôn bán ma túy. La Posta đã cung cấp khoảng 35.000 tài liệu về các hoạt động bất hợp pháp giữa Chérres và Carrera. Vào ngày 24 tháng 2, công tố viên tổng công bố một cuộc điều tra mới về việc Lasso đã ngăn chặn cuộc điều tra của cảnh sát về mối liên kết của Chérres với một mạng lưới buôn bán ma túy. Các cáo buộc cho rằng Lasso đã áp lực lên chỉ huy cảnh sát và cấp trưởng cảnh sát ma túy để che đậy báo cáo điều tra. Sau khi tiến hành cuộc điều tra, một báo cáo không có tính ràng buộc đã được trình bày, cho phép Quốc hội khởi động quy trình luận tội chống lại tổng thống vào ngày 4 tháng 3 năm 2023.
Quá trình luận tội bắt đầu vào ngày 16 tháng 3, và vào ngày 29 tháng 3, Tòa Hiến pháp Ecuador đã chấp nhận buộc tội tiêu cống đối với Lasso, nhưng từ chối hai buộc tội hối lộ. BBC nhấn mạnh rằng vì 88 nghị sĩ đã bỏ phiếu ủng hộ cuộc luận tội, điều đó có nghĩa là Lasso đối mặt với khả năng bị miễn nhiệm. Chérres, được coi là nhân chứng chủ chốt trong vụ án, đã bị ám sát cùng với bốn người khác vào ngày 31 tháng 3, các thi thể của họ có dấu hiệu bị tra tấn.
Vào ngày 16 tháng 5 năm 2023, Quốc hội Quốc gia chính thức khởi động quy trình luận tội chống lại Lasso. Trong lời khai trước tòa, Lasso cho rằng quy trình luận tội là do động cơ chính trị. Tuy nhiên, vào ngày hôm sau, Lasso đã giải tán Quốc hội Quốc gia, áp dụng biện pháp hiến pháp được gọi là "muerte cruzada".

## Khủng hoảng chính trị

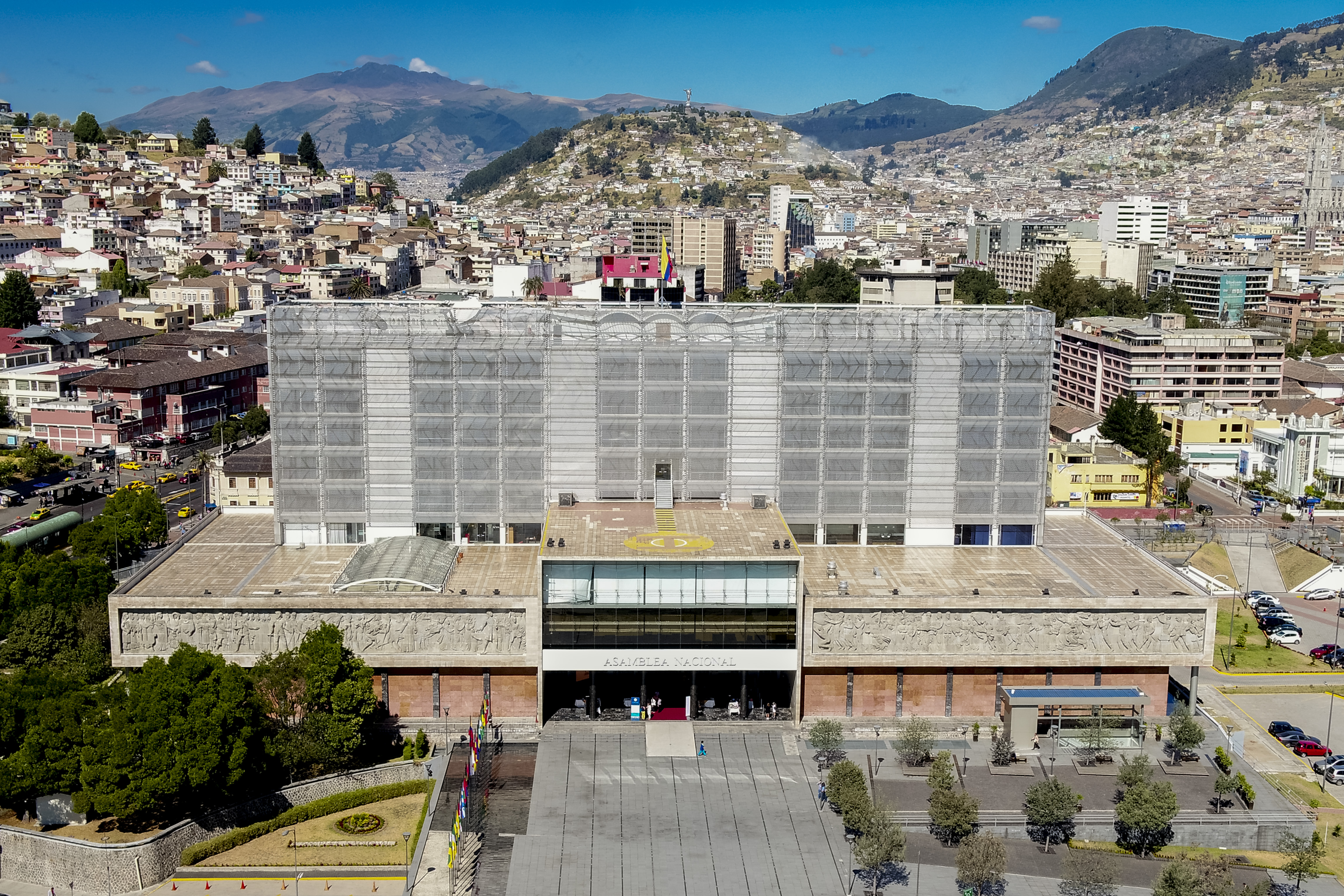
Sau khi Lasso ra lệnh muerte cruzada, ông đã ra lệnh quân đội hóa Tòa nhà Quốc hội Quốc gia vào ngày 17 tháng 5 năm 2023

Vào ngày 17 tháng 5 năm 2023, Lasso áp dụng biện pháp hiến pháp muerte cruzada và cáo buộc các nghị sĩ đẩy ông ra khỏi chức vụ tập trung "phá hoại chính phủ". Cơ chế này cho phép Tổng thống giải tán Quốc hội Quốc gia và triệu tập bầu cử tổng thống và lập pháp sớm hơn. Trong giai đoạn dẫn đầu đến bầu cử đặc biệt, Lasso sẽ cai trị Ecuador dưới sắc lệnh. Cùng ngày đó, Lasso ra lệnh quân đội hóa Tòa nhà Quốc hội tại Quito, ngăn chặn việc tiếp cận với nhân viên làm việc tại tòa nhà và các thành viên của quốc hội, người dự định tiếp tục phiên họp để thảo luận về việc luận tội Tổng thống. Đây là lần đầu tiên một Tổng thống Ecuador sử dụng biện pháp hiến pháp này để tránh việc bị luận tội.
Vào cùng ngày ông giải tán quốc hội, Lasso ban hành một sắc lệnh pháp luật cắt giảm thuế cho tầng lớp trung lưu ở đất nước; tuy nhiên, điều này đã bị chỉ trích nặng nề, và một đơn kháng cáo để ngăn ông đã được nộp trong vài giờ. Ông bào chữa việc áp dụng biện pháp hiến pháp bằng cách gọi đó là giải pháp tốt nhất và nói ông muốn đưa quyền lực quyết định tương lai đất nước Ecuador vào tay người dân trong cuộc bầu cử sắp tới. Hiệp hội Các dân tộc Ấn độ Ecuador đã lên án hành động của Lasso và đe dọa tổ chức biểu tình, trong khi một người phát ngôn cho Bộ Quốc phòng cho biết họ sẽ "đàn áp" bất kỳ biểu tình bạo lực nào. Các nhà bình luận đã lưu ý rằng đông đảo lực lượng quân đội và cảnh sát đất nước đã ủng hộ sắc lệnh của Lasso và bảo vệ nó là hợp pháp.
Sau khi áp dụng muerte cruzada, các cựu thành viên của Quốc hội đại diện cho Trái tứ đại dân chủ và Đảng Dân chủ Xã hội đã yêu cầu Tòa Hiến pháp xem xét sự vi phạm hiến pháp của sắc lệnh, lập luận rằng quyết định của Tổng thống không có giá trị pháp lý.
Ngày 18 tháng 5, một số thành viên của Quốc hội bị Lasso sa thải công khai lên án và đặt câu hỏi về giá trị hiến pháp của sắc lệnh vì vào thời điểm được áp dụng, đất nước không đối mặt với một cuộc khủng hoảng khẩn cấp. Cựu Chủ tịch Quốc hội Virgilio Saquicela đã đệ đơn kháng cáo trước Tòa Hiến pháp chống lại sắc lệnh của Lasso, gọi nó là trái với hiến pháp. Cùng ngày, Bộ trưởng Chính phủ Henry Cucalón bảo vệ hành động của Lasso, cho rằng ông có quyền lực hiến pháp để áp dụng sắc lệnh. Vào tối ngày 18 tháng 5, Tòa Hiến pháp bỏ phiếu một lòng từ chối đơn yêu cầu không hiến pháp của các nhà lập pháp đối với sắc lệnh của Lasso.
Hội đồng Bầu cử Quốc gia (CNE) họp để chuẩn bị cho cuộc bầu cử tổng thống mới. Trong một cuộc họp báo, Chủ tịch CNE, Diana Atamaint, cho biết vòng 1 của bầu cử sẽ được tổ chức vào ngày 20 tháng 8 và nếu có vòng hai, nó sẽ diễn ra vào ngày 15 tháng 10, do đó, dự kiến, Tổng thống mới sẽ nhậm chức vào tháng 11 năm 2023. Theo sau sắc lệnh của Lasso, cựu Phó Tổng thống Otto Sonnenholzner và cựu thành viên Quốc hội Fernando Villavicencio đã thông báo về đương kim tổng thống. Trong một cuộc phỏng vấn với The Washington Post vào ngày 19 tháng 5, Lasso cho biết ông không có kế hoạch tranh cử tái bầu cử.

## Phản ứng

### Nội địa
- Cựu Tổng thống Rafael Correa gọi sắc lệnh tổng thống của Lasso là "bất hợp pháp" và khẳng định rằng "rõ ràng không có sự bất ổn nội bộ", như tổng thống đã lập luận. "Dù sao đi nữa, đây là cơ hội tuyệt vời để đưa Lasso, chính phủ của ông và các nhà lập pháp của ông ra khỏi chức vụ."[30] Correa cũng nói với Lasso, "bạn đã nên bị sa thải và bị tống giam kể từ scandal Pandora Papers."[31]
- Cựu Tổng thống Lenín Moreno yêu cầu sự bình tĩnh trong đảng của ông để ngăn chặn việc lặp lại kết quả của bầu cử địa phương tháng 2 năm 2023, mà đã là một chiến thắng lớn cho đảng của Correa. Ông cũng kêu gọi "đoàn kết, sự khiêm tốn và sự tách biệt trước tình hình chính trị và xã hội không chắc chắn mà Ecuador đang trải qua."[32]
- Cựu thị trưởng Guayaquil Jaime Nebot nói rằng hành động của Lasso khi áp đặt muerte cruzada là "vi phạm hiến pháp, không có hiệu lực pháp lý, gây vấn đề và là một chế độ độc tài che đậy."[33]

### Quốc tế
- Bolivia: Cựu tổng thống Evo Morales chỉ trích Lasso vì áp đặt sắc lệnh để tránh "bị truy tố vì tham nhũng" và đặt câu hỏi tại sao Lasso có thể tiếp tục giữ chức vụ, trong khi cựu tổng thống Peru Pedro Castillo đã bị truy tố vì "làm như vậy".[34]
- Chile: Chính phủ thể hiện hy vọng rằng cuộc khủng hoảng sẽ được giải quyết thông qua "các cơ chế dân chủ và tổ chức có sẵn trong hiến pháp của nước, với sự tuân thủ nghiêm ngặt và tôn trọng luật pháp".[34]
- Mexico: Tổng thống Andrés Manuel López Obrador biểu đạt nghi ngờ rằng sắc lệnh của Lasso sẽ gây bất ổn cho quốc gia và hy vọng rằng cuộc bầu cử tổng quát sắp tới sẽ giải quyết cuộc khủng hoảng.[34]
- Peru: Bộ Ngoại giao Peru biểu thị sự ủng hộ đối với Lasso và rằng Tổng thống Dina Boluarte ủng hộ "quy trình dân chủ của Cộng hòa Ecuador".[35]
- United States: Bộ Ngoại giao Hoa Kỳ cho biết nước này "ủng hộ các cơ quan dân chủ ở Ecuador".[36]